# Stegnogramma cyrtomioides
Stegnogramma cyrtomioides là một loài dương xỉ trong họ Thelypteridaceae. Loài này được C. Chr. Ching mô tả khoa học đầu tiên năm 1936.